# Laufschreiben
Für die Nachfrage nach dem Verbleib von Postsendungen gab es bereits seit dem 19ten Jahrhundert besondere Formblätter.

## Laufschreiben
Auf Antrag des Absenders oder des Empfängers konnte ein Nachforschungsauftrag nach einer vermissten Postsendung gestellt werden. Für gewöhnliche Briefsendungen ohne Nachnahme erfolgte die Nachforschung auf Grund eines Fragebogens, bei den anderen Sendungen auf Grund eines Nachfrageschreibens.
Die Nachforschung nach einem gewöhnlichen Brief erstreckte sich auf das Einlieferungs- und das Bestimmungs-Postamt, bei umfangreichen Briefen noch bei den jeweils zuständigen Rückbriefstellen. Häuften sich die Verluste sowie bei Briefsendungen mit Geld oder wertvollem Inhalt wurde, wenn der Fragebogen keinen Erfolg gebracht hatte, ein Nachfrageschreiben ausgestellt und allen Postämtern auf dem vermutlichen Leitweg zugeführt. Bei Einschreib- und Wertsendungen wurde zusätzlich vom Empfänger eine Erklärung des Nichterhalts eingeholt und, wenn nötig, das Ersatzverfahren eingeleitet.
Für Nachfragschreiben über Postanweisungen und Zahlkarten war das Postscheckamt zuständig.
Ergab sich kein Verschulden der Post wurde vom Antragsteller eine Nachforschungsgebühr erhoben.
Heute erfolgt die Sendungsverfolgung von Briefen und Paketen elektronisch.